# إدواردو إسترادا
إدواردو إسترادا (بالإسبانية: Eduardo Estrada) هو دراج كولومبي، ولد في 25 يناير 1995 في Sabana de Torres ‏ في كولومبيا.

## وصلات خارجية
- إدواردو إسترادا على موقع الاتحاد الدولي للدراجات (الإنجليزية)
- إدواردو إسترادا على موقع أرشيف الدراجات (الإنجليزية)
- إدواردو إسترادا على موقع إحصائيات الدراجات الإحترافية (الإنجليزية)
- إدواردو إسترادا على موقع نسبة الدراجات (الإنجليزية)